# فهرست پرچم‌های برزیل
این یک نگارخانه از پرچم‌های ایالت‌های برزیل است.

پرچم اکری
پرچم آلاگواس
پرچم آماپا
پرچم آمازوناس
پرچم باهیا
پرچم سئارا
پرچم اسپیریتو سانتو
پرچم گوییاس
پرچم مارانیائو
پرچم ماتو گروسو
پرچم ماتو گروسو دو سول
پرچم میناس گرایس
پرچم پارا
پرچم پاراییبا
پرچم پارانا
پرچم پرنامبوکو
پرچم پیائویی
پرچم ریودوژانیرو
پرچم ریوگرانده دو نورتی
پرچم ریوگرانده دو سول
پرچم روندونیا
پرچم رورایما
پرچم سانتا کاتارینا
پرچم سائوپائولو
سرژیپه سرژیپه
پرچم توکانتینس
پرچم دیستریتو فدرال